# Fernando Martínez de la Escalera y Pérez de Rozas
Fernando Martínez de la Escalera y Pérez de Rozas (21 de diciembre de 1871 - 1900) fue un naturalista, y entomólogo español vinculado al Museo Nacional de Ciencias Naturales (Madrid, España). 

## Biografía
Era el segundo hijo del matrimonio de Manuel Martínez de la Escalera Casas con María Pérez de Rozas Campuzano y el único hermano de Manuel Martínez de la Escalera,
Estudió la carrera de Derecho. En 1899, acompañó a su hermano Manuel en un gran viaje a la antigua Persia, de casi un año de duración, encargándose de reunir colecciones botánicas. Este viaje les llevó a visitar las actuales Turquía, Siria, Irak e Irán, desde Alejandreta hasta Ispahan. Debido a las penalidades de la expedición, junto con su delicada salud, muere a los pocos meses de volver a Madrid.
En el Real Jardín Botánico de Madrid se conservan muchos de los especímenes botánicos colectados por Fernando; este material ha sido estudiado, entre otros, por Carlos Pau Español y Carlos Vicioso Martínez y Karl Heinz Rechinger. Un catálogo de estos fondos puede encontrarse en la publicación de Ramón Morales, Paloma Blanco y Margarita Dueñas